# Конституция Эфиопии (1931)
Первая конституция Эфиопии была подписана Императором Эфиопии Хайле Селассие 16 июля 1931 года, когда тот официально отказался от средневекового аналога конституции Эфиопии — Фета Нагаст в пользу современной, отвечающей тому времени, конституции. Принятие конституции в значимой степени было обусловлено общественным давлением.

## Разработка
Согласно автобиографии, ещё будучи в должности регента, Хайле Селассие добивался разработки и принятия такого документа, однако некоторые из знатных дворян демонстративно отказывались от подобных идей.
После того, как Селассие принял титул императора, была сформирована конституционная комиссия во главе с Гасторна Джезе, Йоханнеса Колмодина из интеллектуалов Эфиопии. За основу разработки легла Конституция Мэйдзи, которое на тот момент активно помогала в вопросах по образованию Эфиопии, считалась эфиопским обществом образцом для вестернезации обучения в незападной культуре. Однако, в отличие от японской конституции, итоговый документ имел в себе 55 статей, разделённых на семь глав. Новый основной закон провозглашал верховную власть Императора и имперскую преемственность по линии Селассие. Вся власть над правительством любого уровня и формы принадлежала императору. Конституция де-факто исполняла роль создания правовой основы укрепления власти главы государства, а не для создания основ для представительной демократии, даже несмотря на учреждение ею парламента.

## Действие
После принятия и обнародования конституции, чиновники и народ не обрадовались введению конституции.
Несколько месяцев спустя, а именно 3 ноября 1931 года, был созван первый парламент Эфиопии на основе нового конституционного права.
Конституция Эфиопии была заменена на новую в 1955 году.